# 해미 나들목
해미 나들목(Haemi IC)은 충청남도 서산시 해미면 황락리, 산수리에 걸쳐 있는 서해안고속도로의 22번 교차로이다. 나들목 진출입로는 해미면 휴암리와 접하고 있다. 서울 방향에서 서산시내로 진출할 경우 이 나들목에서 진출하는 것이 빠르다. 인근에 해미읍성, 한서대학교가 있다.

## 연혁
- 2001년 9월 27일 : 서해안고속도로 당진 ~ 서천 구간 개통에 따라 영업 개시[1]

## 구조물 정보
- 위치: 충청남도 서산시 해미면 황락리, 산수리
- 영업소: 충청남도 서산시 해미면 한티로 30-63

## 접속하는 도로
- 한티로 (국도 제45호선, 국가지원지방도 제70호선)

## 교통량 정보
| 요금소        | 통행량 (대/일) | 통행량 (대/일) | 통행량 (대/일) | 통행량 (대/일) | 통행량 (대/일) | 통행량 (대/일) | 통행량 (대/일) | 통행량 (대/일) | 통행량 (대/일) | 통행량 (대/일) | 각주  |
| 요금소        | 2001년         | 2002년         | 2003년         | 2004년         | 2005년         | 2006년         | 2007년         | 2008년         | 2009년         | 2010년         | 각주  |
| ------------- | -------------- | -------------- | -------------- | -------------- | -------------- | -------------- | -------------- | -------------- | -------------- | -------------- | ----- |
| 해미 (폐쇄식) | 3,178          | 3,178          | 3,307          | 3,280          | 3,204          | 3,198          | 3,286          | 3,120          | 3,080          | 2,898          | [ 2 ] |
| 요금소        | 2011년         | 2012년         | 2013년         | 2014년         | 2015년         | 2016년         | 2017년         | 2018년         | 2019년         |                | [ 2 ] |
| 해미 (폐쇄식) | 2,849          | 2,715          | 2,756          | 2,956          | 3,162          | 3,308          | 3,093          | 2,913          | 3,036          |                | [ 2 ] |